# 김수온
김수온(金守溫, 1410년 ∼ 1481년)은 조선의 문신이다. 본관은 영동(永同). 자는 문량(文良). 호는 괴애(乖崖)ㆍ식우(拭疣),이다. 1471년(성종 2) 좌리공신(佐理功臣) 4등에 책록되고 영산부원군(永山府院君)에 봉해졌으며, 1474년(성종 5) 중추부영사(中樞府領事)에 이르렀다. 시호는 문평(文平)이다.

## 생애
1441년(세종 23) 식년 문과에 병과로 급제하였다.
김수온은 고승 신미의 동생으로 불경과 제자백가·육경에 해박하였고, 성삼문·신숙주·이석형과 교유하며 하였고, 세조의 총애도 받았다. 세조비 자성대왕대비의 섭정을 추진하였고, 인수대비가 없을 때의 옆에서 정사를 논의한 정희왕후의 충신이었다.
시문에 뛰어나 명나라 사신으로 왔던 한림 진감(陳鑑)과 「희정부(喜睛賦)」로써 화답한 내용은 명나라에까지 알려졌다. 치평요람, 의방유취 등의 편찬, 석가보의 증수, 명황계감, 금강경 등의 번역에 참여했으며, 원각사비명을 짓고, 사서오경의 구결(口訣)에 참여하였다. 저서로 식우집이 전해진다.

## 가족 관계
- 증조부 : 김길원(金吉元)
  - 할아버지 : 김종경(金宗敬)
    - 아버지 : 김훈(金訓)
      - 형 : 김수성(金守省)
      - 부인 : 박익림의 딸
        - 아들 : 김화(金澕)